# Uberaba
Uberaba – miasto we wschodniej Brazylii, w zachodniej części stanu Minas Gerais, przy linii kolejowej Brasília-São Paulo.
Ludność liczy 333 783 mieszkańców (2019), a obszar 4529,7 km², co daje zaludnienie 71.9 osób na km². W mieście znajduje się port lotniczy Uberaba.
W mieście rozwinął się przemysł spożywczy, chemiczny, włókienniczy oraz skórzany.
W mieście znajduje się uniwersytet oraz port lotniczy.

## Historia
Miasto zostało założone w 1809 roku przez Antonio Eustáquio Da Silva e Oliveira. Uberaba zostało miastem 22 lutego 1836 roku.

## Sport
W mieście mają siedzibę kluby piłkarskie Uberaba SC i Nacional FC.